# MegaCharts

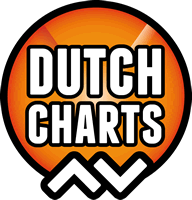
Logo MegaCharts

MegaCharts – przedsiębiorstwo zajmujące się listami przebojów w Holandii. Jest odpowiedzialne za zbieranie i publikowanie bogatej kolekcji oficjalnych rankingów, list przebojów w Holandii, z których najbardziej znane są Mega Top 50 oraz Mega Album Top 100. MegaCharts jest częścią GfK Benelux Marketing Services.

## Notowania

### Single

#### Mega Top 50
Mega Top 50 holenderska lista najpopularniejszych singli, pierwotnie nadawanie rozpoczęto 23 maja 1969 jako Top 30.

#### Single Top 100
Single Top 100 to lista stu najpopularniejszych singli w Holandii (zarówno dla Mega 50 jak i Top 40), oparta na oficjalnej sprzedaży CD singli oraz digital download.

#### Tipparade
Pierwsze oficjalne zestawienie Tipparade pojawiło się 15 lipca 1967. Lista składała się początkowo z dwudziestu pozycji. Obecnie trzydzieści pozycji typuje się w oparciu o sprzedaż hurtową i detaliczną.

#### Mega Dance Top 30
Top 30 utworów dance.

#### Mega Airplay Top 50
Najczęściej odtwarzane utwory w radiu i telewizji.

#### Mega Ringtone Top 50
Najpopularniejsze dzwonki komórkowe w Holandii.

### Albumy

#### Album Top 100
Album Top 100 to lista najlepiej sprzedających się albumów.

#### Compilation Top 30
Lista albumów kompilacyjnych.